# Nafīr

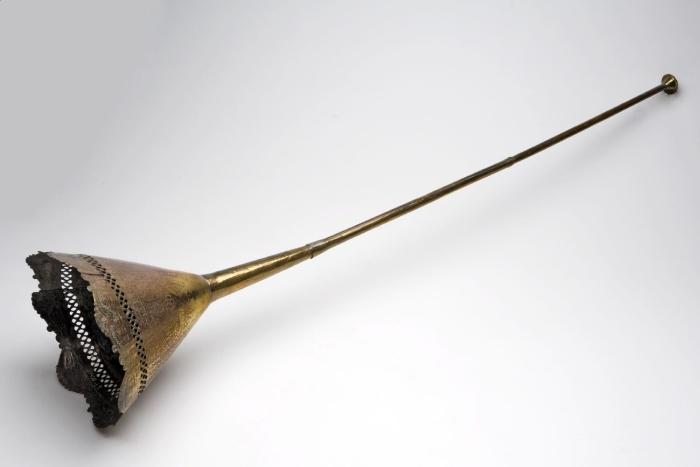
Marokkanische nafīr aus Messing. Länge 110 Zentimeter, vor 1978.

Nafīr (arabisch نفير, DMG nafīr), auch nfīr, Plural anfār, türkisch nefir, ist eine schrill klingende gerade Naturtrompete mit einer zylindrischen Röhre und einem konischen Schallbecher aus Metall, die einen oder zwei Töne produziert. Sie wurde in von der islamischen Kultur geprägten Ländern in Nordafrika, im Nahen Osten und in Südasien als militärisches Signalinstrument und als Zeremonialinstrument verwendet. In osmanischen, persischen und mogulindischen Miniaturen ist die nafīr auf Schlachtszenen abgebildet.
Entsprechend verwendete Signaltrompeten sind seit altägyptischer Zeit bekannt. Vom Mittelalter bis Anfang des 20. Jahrhunderts gehörten die nafīr und die gerade oder S-förmig gebogene, konische Metalltrompete kārna zu den persischen Militärmusikkapellen und Repräsentationsorchestern naqqāra-khāna, die in Iran, Indien (naubat) und bis in den Malaiischen Archipel (nobat) verbreitet waren. Über das mittelalterliche al-Andalus wurde der auf Spanisch añafil genannte gerade Trompetentyp im Mittelalter in Europa bekannt. In den späteren osmanischen Militärkapellen (mehterhâne) wurde die gerade nafīr von der gewundenen Trompete boru nach europäischem Vorbild unterschieden.
Zeremonielle Funktionen haben bis heute die nafīr in Marokko (im Monat Ramadan) und die silberne nafiri im nobat-Orchester in Malaysia (als Repräsentationsinstrument der Sultanate).

## Herkunft

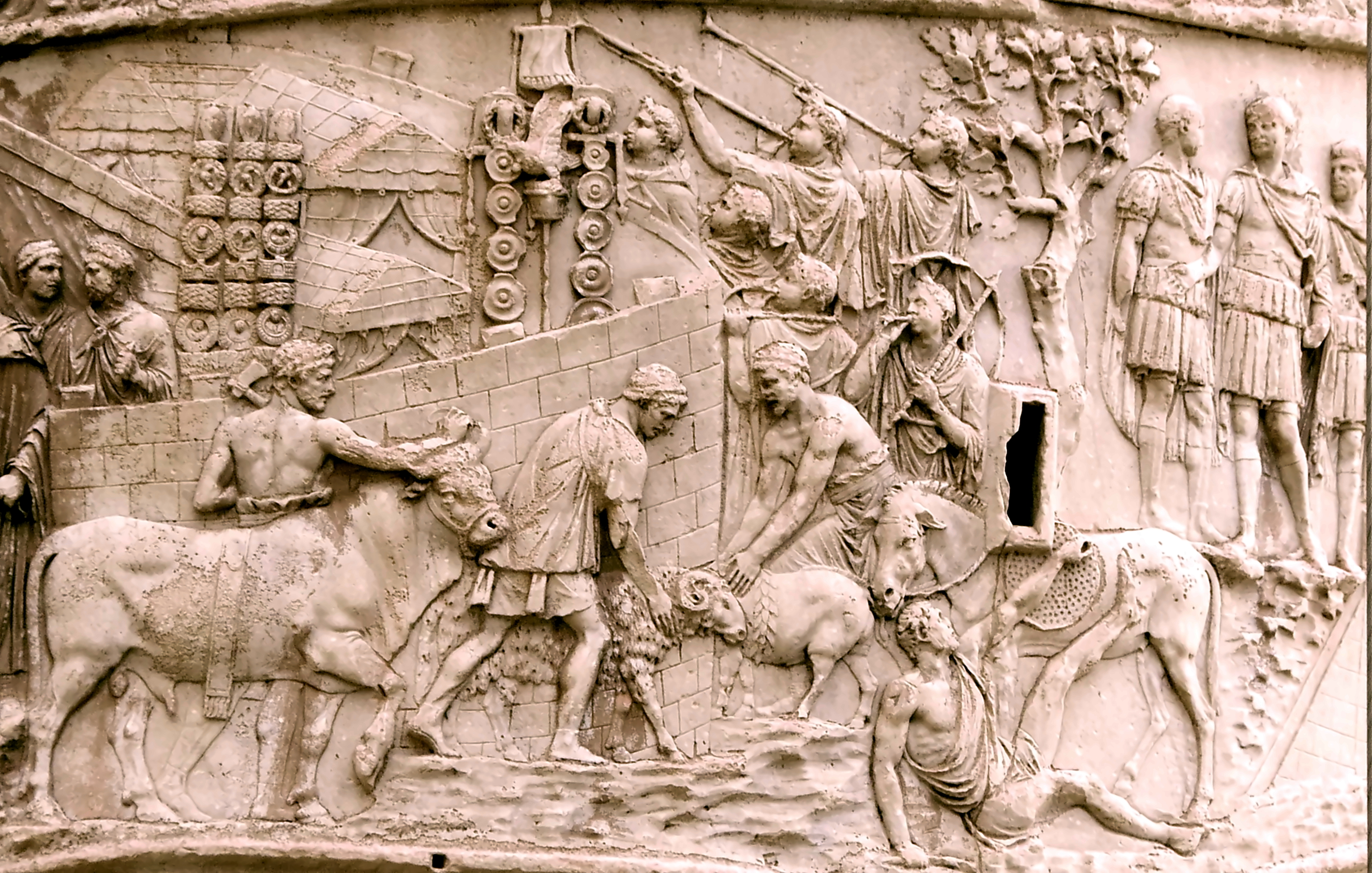
Römische Militärtrompeter mit geraden Langtrompeten tuba auf der Trajanssäule, 112/113 n. Chr.

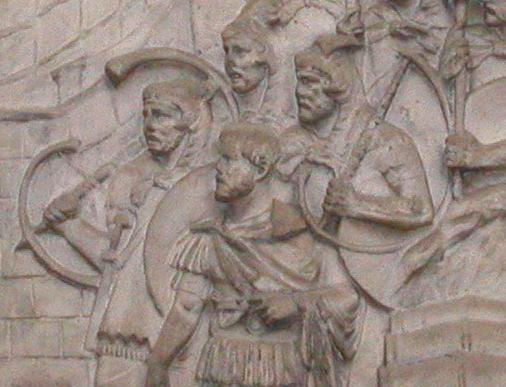
Cornicines, römische Militärmusiker mit gebogenen cornu auf der Trajanssäule.

Trompeteninstrumente, bei denen zur Tonerzeugung die Luftsäule in einer Röhre durch eine periodisch veränderte Anspannung der Lippen in Schwingung versetzt wird, bestanden ursprünglich entweder aus relativ kurzen Tierhörnern, Knochen und Schneckenhörnern oder aus langen, eher zylindrischen Holz- und Bambusröhren. Die erstgenannten und ihre späteren Nachbildungen aus Holz oder Metall (wie die nordeuropäischen bronzezeitlichen luren) werden den Naturhörnern zugerechnet, während Curt Sachs (1930) den Ursprung der heutigen Trompeten und Posaunen bei den geraden Naturtrompeten aus Bambus oder Holz vermutet. Die einfachen geraden Trompeten werden tubaförmig genannt, abgeleitet von der im Römischen Reich verwendeten tuba. Andere gerade Trompeten in der Antike waren der etruskisch-römische lituus und die griechische salpinx.
Tubaförmige Trompeten sind seit der Mitte des 3. Jahrtausends v. Chr. von Abbildungen aus Mesopotamien und dem Alten Ägypten bekannt. Sie wurden den schriftlichen Erwähnungen zufolge als Signalinstrumente in einem militärischen Zusammenhang oder als Ritualinstrumente bei religiösen Kulten geblasen. Wie bei der altägyptischen scheneb, von der zwei Exemplare aus dem Grab des Tutanchamun (reg. um 1332–1323) in gutem Zustand erhalten blieben, nachgewiesen werden konnte, produzierten die Langtrompeten nur ein oder zwei Töne, weshalb sie für ein musikalisches Spiel nicht geeignet waren. Zu den frühen Ritualinstrumenten, die im Alten Testament erwähnt werden, gehören das gebogene Widderhorn schofar und die gerade Metalltrompete chazozra (hasosrah) aus gehämmertem Silberblech. In der hebräischen Bibel steht ferner qeren für ein Tierhorn, das auf unterschiedliche Weise verwendet wird, aber nur an einer Stelle (Jos 6,5 ) für ein zur Tonerzeugung geblasenes Horn. Queren wird in den aramäischen Bibelübersetzungen (Targumim) mit dem etymologisch abgeleiteten qarnā wiedergegeben, das später im Buch Daniel  (167–164 v. Chr. verfasst) als Musikinstrument (Trompete aus Ton oder Metall) vorkommt. In der griechischen Bibel Septuaginta wird qarnā, das ursprüngliche Tierhorn, mit salpinx und in der lateinischen Vulgata mit tuba wiedergegeben und damit zu einer geraden Metalltrompete umgedeutet. Das Wort qarnā wird in den mittelalterlichen arabischen Texten zu karnā für eine gerade oder gebogene Trompete mit konischer Röhre (zur genaueren Herkunft der antiken Trompeten siehe dort).
In der antiken Zeit waren Kriegs- und Ritualtrompeten im gesamten Mittelmeerraum und in Mesopotamien bis nach Südasien verbreitet. Diese Trompeten durften wie die chazozra der Hebräer nur von Priestern oder von einem ausgewählten Personenkreis geblasen werden. Die Römer kannten von den Etruskern das kreisförmig gebogene Horn cornu mit einem becherförmigen Mundstück aus gegossener Bronze und einer quer durch die Mitte verlaufenden Stabilisierungsstange. In der römischen Kaiserzeit (27 v. Chr. – 284 n. Chr.) führten die Römer eine Variante des cornu mit einer engeren Röhre in der Form eines G in den Militärkapellen ein. Dieser ist auf einem Relief an der Trajanssäule abgebildet. Die Länge der Röhre konnte bis 330 Zentimeter betragen. Von größerem Einfluss auf die Nachwelt als dieses gebogene Blasinstrument war die gerade zylindrische tuba, deren Länge auf den Darstellungen rund 120 Zentimeter beträgt. Im Loiretal, das zum römischen Gallien gehörte, wurden zwei kultisch verwendete Langtrompeten mit in mehrere Teile zerlegbaren zylindrischen Bronzeröhren ausgegraben. In spätrömischer Zeit wurde eine wie das cornu im Kreis gebogene Trompete bucina genannt. Der Unterschied zwischen beiden lag mutmaßlich weniger in der Form, sondern in der Verwendung. Während cornu und tuba auf dem Schlachtfeld geblasen wurden, diente die bucina mutmaßlich als Signaltrompete im Lager, etwa beim Wachwechsel. Vom lateinischen bucina, das allgemein kleine Blasinstrumente wie Schäferhörner bezeichnete, ist in Spanien albogue für „Hornpfeifen“, in Georgien buki und in Indien bankia, ein regionaler Name der S-förmig gebogenen Trompete shringa abgeleitet.
Die als Signal- und Ritualinstrument nur von einem bestimmten Personenkreis verwendete Trompete gelangte in die sich ab dem 7. Jahrhundert verbreitende islamische Kultur der Araber und der Perser. Der ebenfalls von buccina abgeleitete arabische Name būq bezeichnete im 7./8. Jahrhundert noch keine Militärtrompete, sondern vermutlich ein auf der Arabischen Halbinsel geblasenes Schneckenhorn. Die römischen Trompeten wurden auf den Darstellungen von Fußsoldaten geblasen. Daneben erscheint in einem Relief eines Sarkophagdeckels aus dem Camposanto Monumentale, einem Friedhof in Pisa, ein Tubaspieler auf einem galoppierenden Pferd in einer Schlachtszene. Er trägt einen Helm und hält die Trompete waagrecht mit beiden Händen an den Mund.

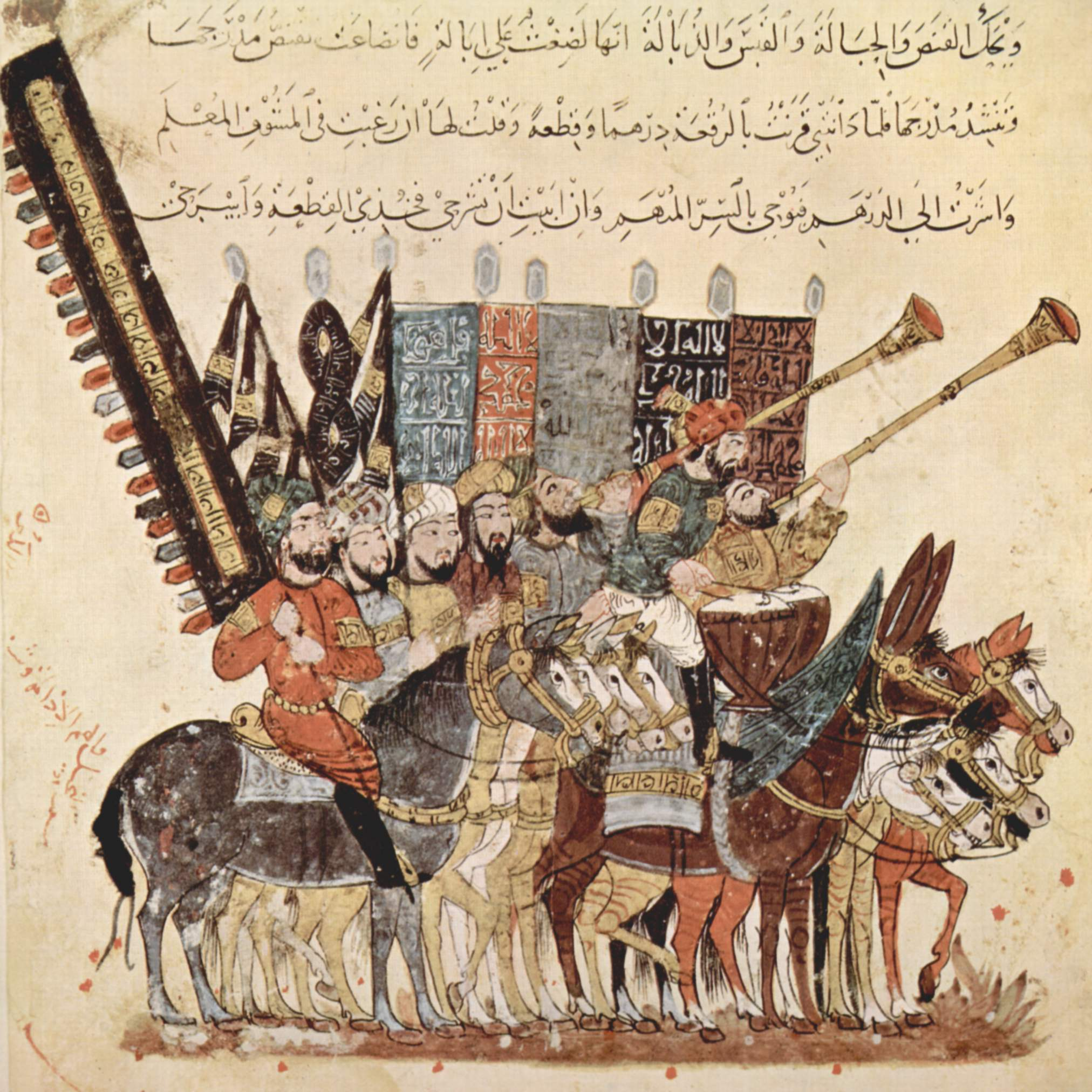
Illustration von Yahya ibn Mahmud al-Wasiti zu den Maqāmāt al-Hariris. 7. Maqāma: Reitergruppe mit Fahnen, Standarten und Musikinstrumenten, darunter zwei Langtrompeten nafīr. Baghdad 1237.

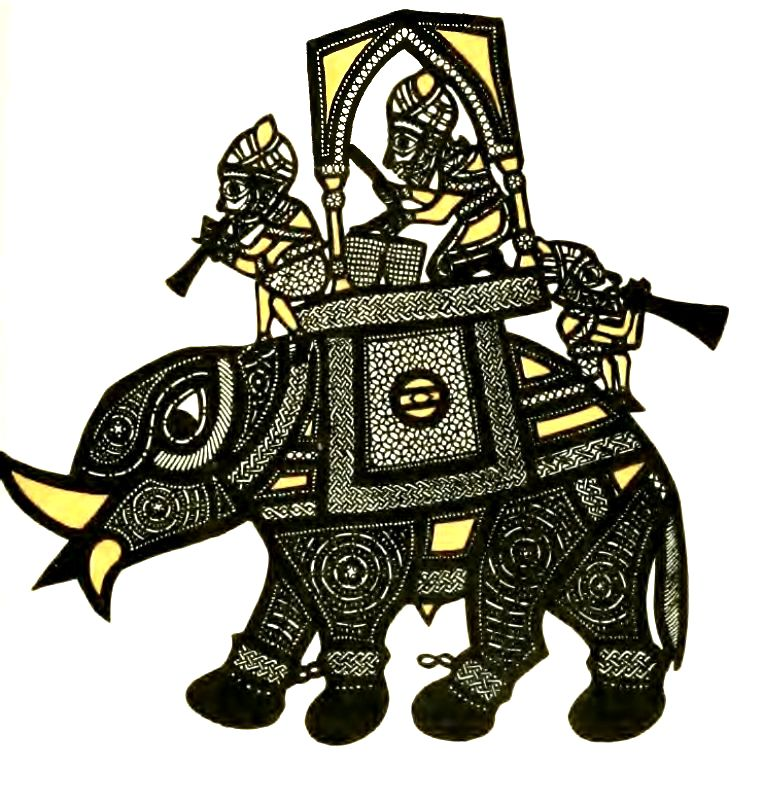
Elefant mit Musikern. Arabische Schattenspielfigur aus Ägypten, 14.–18. Jahrhundert. In der Sänfte schlägt ein Trommler das Kesseltrommelpaar naqqāra, seitlich blasen zwei Trompeter būq al-nafīr. Elefanten, die vermutlich geschmückt waren, führten dem arabischen Historiker al-Maqrīzī zufolge in Kairo im 14./15. Jahrhundert den Prozessionszug vor dem Sultan an.

Die Geschichte von berittenen Militärmusikern beginnt bei den persischen Sassaniden (224–651), die Kesseltrommeln auf von Indien eingeführten Elefanten schlugen. Abgesehen von wenig zuverlässigen Hinweisen für die Verwendung von Kriegselefanten im 3. Jahrhundert sprechen die Quellen dafür, dass die Sassaniden ab dem 4. Jahrhundert unter Schapur II. (reg. 309–379) Elefanten im Kampf gegen das römische Heer und gegen die Armenier einsetzten. Die Sassaniden verwendeten auch Trompeten, um den Beginn einer Schlacht und die Truppe zur Ordnung aufzurufen. Im persischen Nationalepos Schāhnāme, einer von Firdausi 1010 vollendeten historisch-mythischen Erzählung, werden Trompetenspieler und Trommler erwähnt, die in den Kämpfen gegen die Araber Anfang des 7. Jahrhunderts auf dem Rücken von Elefanten agierten. Möglicherweise übernahm Firdausi die Situation zu seiner Zeit, für die berittene Kriegsmusiker anderweitig belegt sind, in die Geschichtsdarstellung.
Die Fatimiden unterhielten riesige Repräsentationsorchester mit Trompetenspielern und Trommlern. Der Fatimiden-Kalif al-ʿAzīz (reg. 975–996) marschierte im Jahr 978 von Ägypten aus mit 500 Musikern, die Signalhörner (abwāq oder būqāt, Singular būq) bliesen, nach Syrien ein. Im Jahr 1171 trat Saladin die Nachfolge des letzten Fatimidenkalifen an. In dessen Zeit als Sultan von Ägypten (bis 1193) schrieb der Historiker Ibn at-Tuwair († 1120) über die Parade eines fatimidischen Repräsentationsorchesters am Ende des 11. Jahrhunderts, zu welchem Trompeter und 20 Trommler auf Maultieren gehörten. Jeder Trommler bediente drei zweifellige, auf dem Rücken der Tiere befestigte Zylindertrommeln (t’ubūl), während die Musiker in Zweiergruppen marschierten. Die Musikinstrumente dieser Orchester listet der persische Dichter Nāsir-i Chusrau (1004 – nach 1072) auf: Trompete būq (gemäß Henry George Farmer eine gewundene Trompete, Clairon), Doppelrohrballinstrument surnā, Trommel tabl, Röhrentrommel duhul (in Indien dhol), große Kesseltrommel kūs und Zimbeln kāsa. Die genannten Musikinstrumenten waren laut dem arabischen Historiker Ibn Chaldūn (1332–1406) in frühislamischer Zeit noch unbekannt. Man verwendete stattdessen in den Militärkapellen die quadratische Rahmentrommel duff und das Rohrblattinstrument mizmar (zamr). Während der Herrschaft der Abbasiden (750–1258) wurden größere Militärorchester eingeführt, die auch zeremonielle Funktionen hatten und neben surnā und tabl die lange Metalltrompete būq an-nafīr, die Kesseltrommel dabdāb, die flache Kesseltrommel qas’a und die Zimbeln sunūdsch (Singular sindsch) enthielten. Arabische Autoren in der späten Abbasidenzeit unterschieden bei den Blechblasinstrumenten zwischen der gewundenen Trompete būq und der geraden nafīr. Zu den damaligen Holzblasinstrumenten gehörten das Rohrblattinstrument mizmar, das gedoppelte Rohrblattinstrument zummara, die Kegeloboe surnā, die Längsflöten aus Rohr nay und schabbaba sowie die Kernspaltflöte qasaba.
Eine von Yahya ibn Mahmud al-Wasiti illustrierte Miniatur zu den Maqāmāt des arabischen Dichters al-Hariri (1054–1122) in einer Handschrift aus dem Jahr 1237 zeigt in der Darstellung zum 7. Maqāma eine arabische Militärkapelle mit Fahnen und Standarten. Typisch für ähnliche Malereien aus dem 13. Jahrhundert sind die paarweise geblasenen, weitgehend zylindrischen Langtrompeten nafīr und das Kesseltrommelpaar naqqāra. Je nach Machtfülle des Herrschers bemaß sich die Größe des ihnen unterstellten Militärorchesters. Ein typisches großes Orchester bestand aus etwa 40 Musikern, zu denen neben Kesseltrommeln (kleine naqqārat, mittelgroße kūsāt und große kūrgāt), Zylindertrommeln (tabl), zylindrischen Trompeten (nafīr) und konischen Trompeten (būq) noch Becken (sunūdsch), Gongs (tusūt) und Glocken (dschaladschil) kamen.
Ein anderer Trompetentyp mit einer kurzen zylindrischen Röhre ist auf einer persischen Miniatur in einem Manuskript vom Ende des 14. Jahrhunderts zu sehen. Das Manuskript enthält die von al-Qazwīnī (1203–1283) verfasste Kosmografie Adscha’ib al-machlūqāt („Wunder der Schöpfung“). Der muslimische Engel Isrāfīl, der ähnlich wie der christliche Erzengel Gabriel als Verkünder des Auferstehungstages erscheint, bläst mit seiner Trompete zum Jüngsten Gericht. Die beiden kugelförmigen Wülste an der Trompete sind die Verbindungsstellen von Mundstück, Rohr und trichterförmigem Schallbecher. Sie ähneln den Verdickungen am Rohr der in Deutschland und Frankreich im 13. Jahrhundert eingeführten Militärtrompete Busine (französisch buisine). Als möglichen frühen Vorläufer dieses nafīr-Typs erwähnt Joachim Braun (2002) die Darstellung zweier kurzer Blasinstrumente mit trichterförmigen Schallbechern auf einer zwischen 132 und 135 n. Chr. geprägten israelitischen Bar-Kochba-Münze. Die unklar gestalteten Verdickungen am oberen Ende dieser Instrumente könnten laut Braun ebenso auf Rohrblattinstrumente verweisen.

## Name

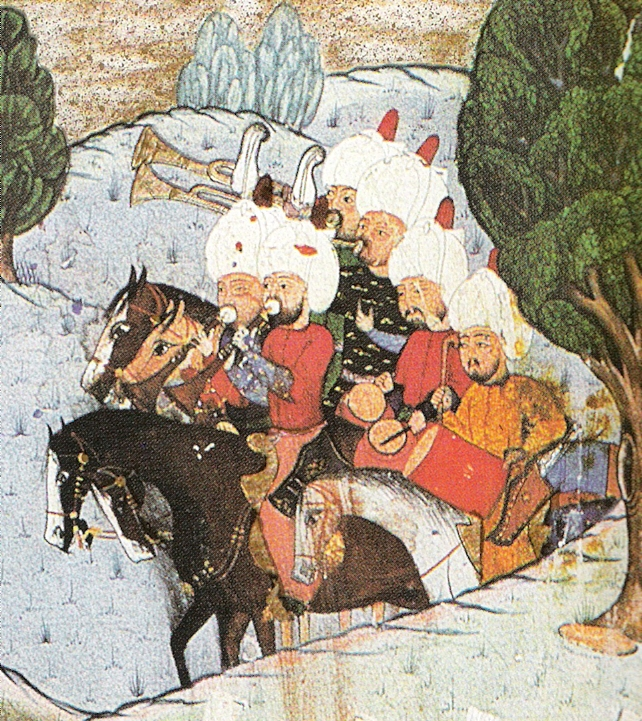
Mehterhâne, osmanische Miniatur um 1568. Die Musiker spielen zwei gerade Trompeten nefir, zwei gewundene Trompeten boru, eine Zylindertrommel davul und ein Kesseltrommelpaar nakkare. Im Jahr 1529 war das „türkische Feldgeschrey“ erstmals bis vor Wien gekommen.

Der arabische Instrumentenname an-nafīr wurde erstmals im 11. Jahrhundert erwähnt. Er steht für „(Blech)blasinstrument“, „lauter Ton“, „Geräusch“ und „Kampf“ in einem kriegerischen Zusammenhang. Die ursprüngliche Bedeutung von nafīr war der „Aufruf zum Krieg“ für alle Truppenmitglieder, um sich zu versammeln (nafīr-nāma, auch ein militärischer Ausdruck in Persien im 19. Jahrhundert), weshalb die Militärtrompete būq an-nafīr genannt wurde. Nafīr geht auf die semitische Wurzel n-p-Ḥ mit dem Bedeutungsumfeld „atmen“ zurück und diese ist über die gemeinsame urindogermanische Wurzel sn-uā- (davon hergeleitet auch „schnauben, schnaufen“) mit dem altägyptischen šnb (scheneb) verbunden.
Das Wort nafīr und die so bezeichnete Langtrompete verbreitete sich mit der islamischen Kultur in Asien, Nordafrika und Europa. Noch vor dem ersten Kreuzzug (1096–1099) brachten die türkischen Seldschuken die nafīr zusammen mit anderen Militärmusikinstrumenten im Verlauf ihrer Eroberungen in westlicher Richtung bis nach Anatolien und in die arabischen Länder. In der arabischen Version der Erzählung Tausendundeine Nacht kommt die nafīr nur an einer Stelle als eine einzelne Trompete vor, die zusammen mit Hörnern (būqāt), Zimbeln (kāsāt), Rohrblattinstrumenten (zumūr) und Trommeln (tubūl) an der Spitze der in den Krieg ziehenden Armee gespielt wird.
Im Osmanischen Reich gehörte die nefīr zum Instrumentarium der Militärmusikkapellen (mehterhâne) und ihr Spieler wurde nefīri genannt. Der osmanische Sultan Mustafa III. (reg. 1757–1774) ließ vor dem Krieg gegen Russland (1768–1774) Freiwillige in einem nefīr-i ʿāmm genannten allgemeinen Aufruf zu den Waffen versammeln, um nicht ausschließlich auf die Berufsarmee der Janitscharen angewiesen zu sein. Hiervon unterschieden wurde die nefīr-i chāss, die militärische Mobilmachung eines ausgewählten Personenkreises.

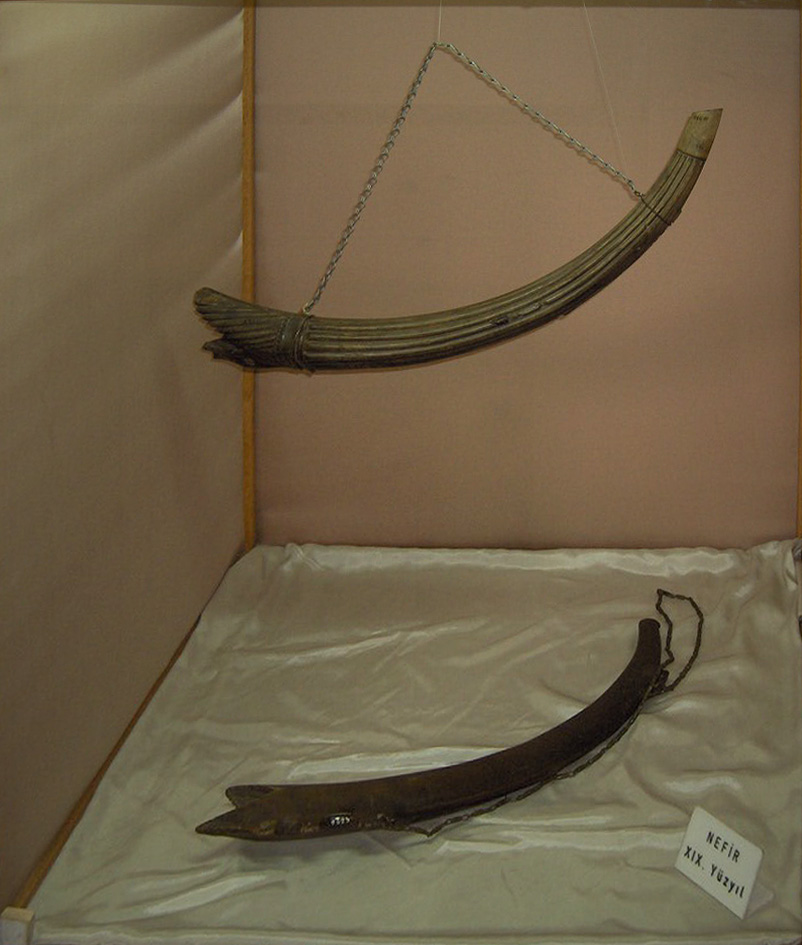
Türkisches Büffelhorn nefir, 19. Jahrhundert. Mevlânâ-Museum, Konya.

Im heutigen Türkischen bedeutet nefir „Trompete/Horn“ und „Kriegssignal“. In der Militärmusik wurde die gerade Naturtrompete nefir vom allgemeinen turkischen Wort für „Röhre“ und „Trompete“ boru unterschieden. Boru bezeichnet die auf europäischen Einfluss zurückgehende gewundene Militärtrompete mit einer meist kürzeren Windung als bei der Clairon, während unter dem abgeleiteten borazan („Trompeter“) heute in der türkischen Volksmusik eine spiralig gewickelte Rindenoboe verstanden wird. Im 17. Jahrhundert, als der osmanische Schriftsteller Evliya Çelebi (1611 – nach 1683) seinen Reisebericht Seyahatnâme verfasste, war die nafīr eine gerade Trompete, die in Konstantinopel von nur noch 10 Musikern gespielt wurde und gegenüber der europäischen boru (auch tūrumpata būrūsī), für die Çelebi 77 Musiker angibt, ins Hintertreffen geraten war. Nefir oder nüfür in der religiösen Volksmusik war ein einfaches Büffelhorn ohne Mundstück, das bis Anfang des 20. Jahrhunderts von Bektaschi bei Zeremonien und von wandernden Derwischen zum Betteln geblasen wurde.
Nach der Eroberung von al-Andalus durch die Muslime übernahmen die Spanier die Trompete unter dem von an-nafīr abgeleiteten spanischen Namen añafil. Auch andere arabische Instrumente, die über die Iberische Halbinsel eingeführt oder von den Kreuzfahrern mitgebracht wurden, sind mit ihren Namen ins Spanische eingegangen, darunter von tabl (über Spätlatein tabornum) die Zylindertrommel tabor, von naqqāra die kleine Kesseltrommel naker (altfranzösisch nacaire) und von sunūdsch (Zimbeln) die spanischen Schellen sonajas. Henry George Farmer, der Anfang des 20. Jahrhunderts den Einfluss der arabischen auf die europäische Musik hervorhob, führt die 20 vom andalusischen Dichter aš-Šaqundī († 1231) aus Sevilla gelisteten Instrumentennamen, die in der spanischen Liedersammlung Cantigas de Santa Maria aus der zweiten Hälfte des 13. Jahrhunderts und die in den Versen des Dichters Juan Ruiz (um 1283 – um 1350) erwähnten Namen mit durchweg arabischer Herkunft auf. Zu diesen gehören laud (von al-ʿūd), guitarra morisca („maurische Gitarre“), tamborete, panderete (mit arabisch tanbūr verwandt, vgl. panduri), gaita (von al-ghaita), exabeba (axabeba, ajabeba, kleine Flöte, von schabbaba), Rebec (von rabāb), atanbor (Trommel, von at-tunbūr), albogon (Trompete, von al-būq) und añafil. Dem deutschen Wort Fanfare liegt vermutlich anfār, der Plural von nafīr, zugrunde.
Nach dem Verschwinden der großen naubat-Orchester in Persien und Nordindien Anfang des 20. Jahrhunderts bezeichnet nafīr eine bis heute in Marokko existierende Langtrompete. Als nafiri war die Trompete in Nordindien und als nempiri in China bekannt. In Malaysia wird die nafiri noch verwendet. In Indien ist nafiri heute ein Name unter vielen für eine kurze Kegeloboe.

## Verbreitung

### Europa

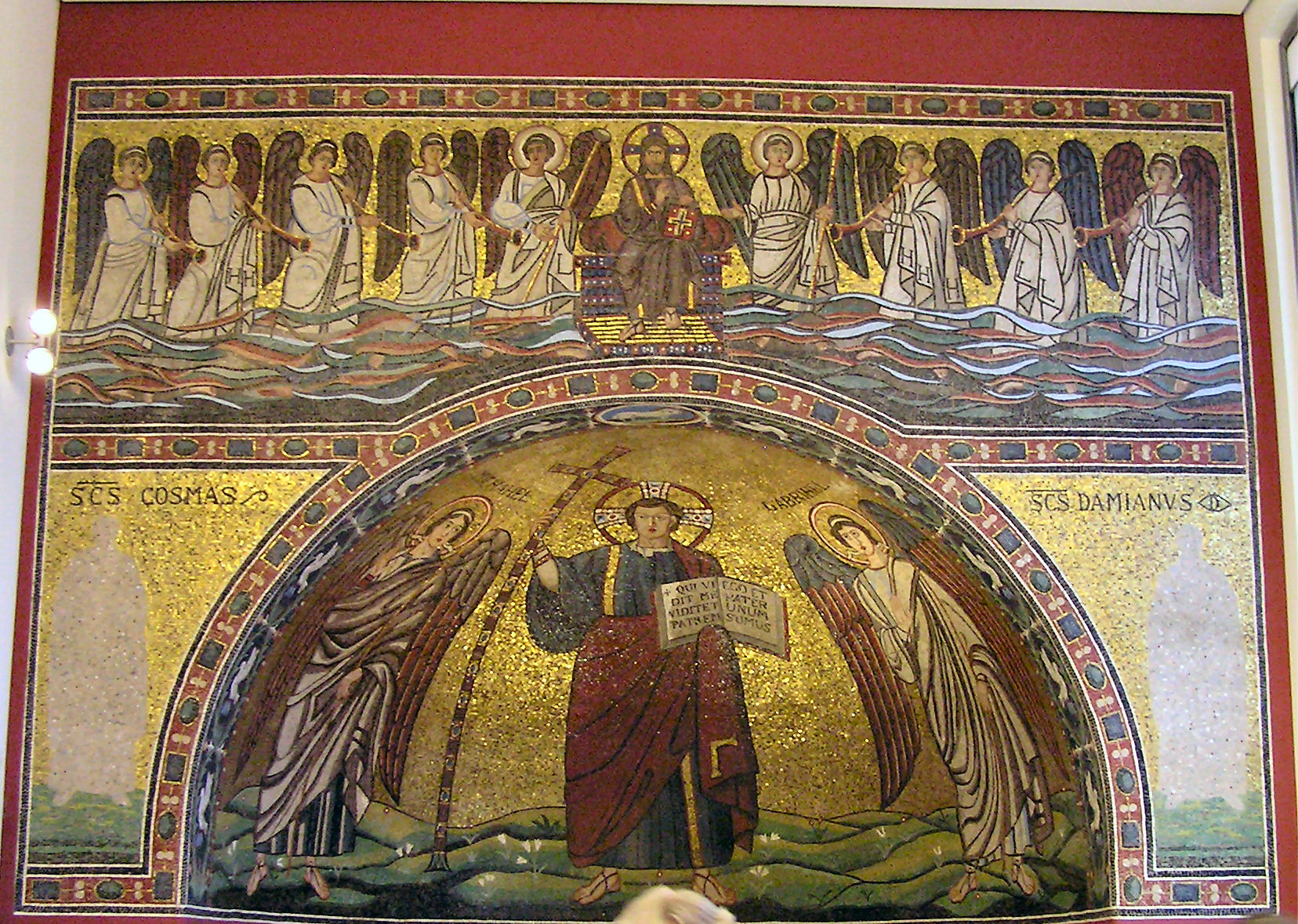
Christus von den Erzengeln Michael, Gabriel und sieben Tubaengeln flankiert. Mosaik von 545 aus der Kirche San Michele, Ravenna, im Bode-Museum, Berlin.

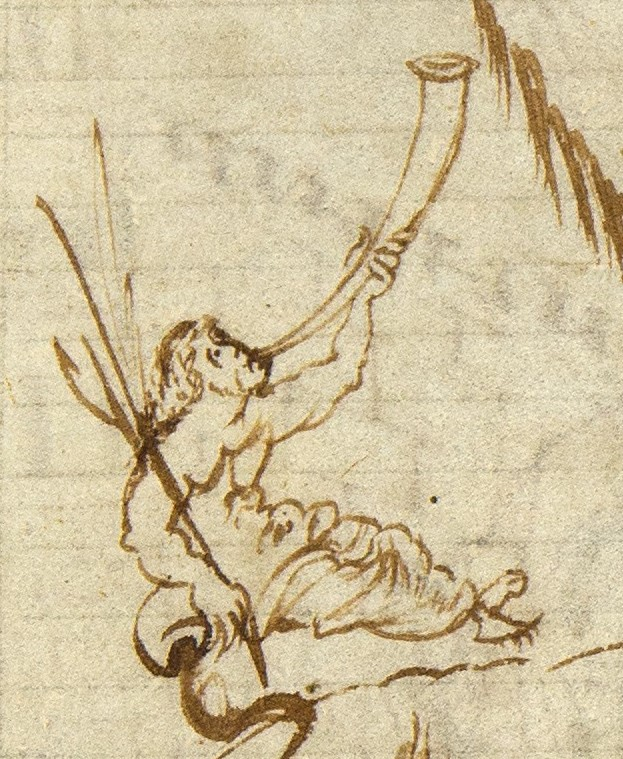
Hornbläser mit tuba. Utrechter Psalter um 820.

Nach dem Ende des weströmischen Reiches gab es, wie aus Abbildungen hervorgeht, etwa vom 5. bis zum 10. Jahrhundert gebogene Hörner in unterschiedlichen Größen und Formen, aber kaum gerade Trompeten. Das Mosaik aus der Apsis der 545 geweihten Basilika San Michele in Africisco in Ravenna zeigt sieben Tubaengel, die in lange, leicht gebogene Hörner blasen, deren Form an byzantinische Militärhörner erinnert. Ähnliche gebogene Trompeten, die leicht genug waren, damit sie der Musiker mit einer Hand halten konnte, aber wesentlich länger als Tierhörner, sind im Utrechter Psalter um 820 abgebildet. Den zahlreichen Darstellungen von konischen gebogenen Hörnern folgen ab dem 10./11. Jahrhundert wieder konische gerade Trompeten nach römischem Vorbild, die von Engeln geblasen werden. Im Ende des 10. oder Anfang des 11. Jahrhunderts verfassten epischen Heldengedicht Beowulf ruft Hygelac, der Onkel des titelgebenden Helden, die Soldaten mit „horn und bieme“ zur Schlacht. Das altenglische bieme, das für tuba steht, könnte ursprünglich eine Holztrompete bezeichnet haben.
Die gerade Langtrompete mit einem glockenförmigen Schallbecher ist zusammen mit anderen Blasinstrumenten in einem Manuskript der Etymologiae des Isidor von Sevilla aus dieser Zeit abgebildet. Etwas später, Anfang des 12. Jahrhunderts, entstand die Wandmalerei mit einem Apokalypsenzyklus im Baptisterium der Kathedrale von Novara. Die sieben Tubaengel künden mit langen schlanken Trompeten die Plagen für die von den Menschen begangenen Sünden an. Nachfolgend entstanden im Verlauf des 12. Jahrhunderts weitere Fresken in italienischen Kirchen, auf denen lange Trompeten mit Schallbechern abgebildet sind. Für die Geschichte der Musikinstrumente sind besonders die Fresken in der  Abteikirche Sant’Angelo in Formis in Capua bedeutend, denn die dargestellten Tubaengel halten mit beiden Händen sehr lange gerade Trompeten, die auf den Einfluss der arabischen Kultur nach der normannischen Eroberung Siziliens von den Arabern verweisen. Unter arabischem Einfluss wurde in Europa eine der römischen tuba entsprechende Trompete wiederbelebt, die erstmals um 1100 im altfranzösischen Rolandslied unter dem Namen buisine auftaucht. Als buisine wird im Rolandslied ausschließlich der nafīr-Trompetentyp bezeichnet, während die Franken selbst den Olifanten aus Elfenbein (olifant) und ein kleineres Horn (graisle) verwendeten und nur diese als „Hörner“ (corn) verstanden.
Das besondere Kennzeichen der orientalischen Trompeten waren mehrere kugelförmige Verdickungen (Knäufe) am zylindrischen Rohr. Eine kurze Trompete mit solchen Verdickungen ist auf einem Relief an einem der hinduistischen Tempel von Khajuraho in Nordindien aus dem 12. Jahrhundert abgebildet. In Europa ist dieser Trompetentyp mit ein bis drei Verdickungen und Mundstück erstmals im 13. Jahrhundert in einer Skulptur an der Kathedrale von Santiago de Compostela sowie in den Cantigas de Santa Maria aus der zweiten Hälfte des 13. Jahrhunderts und in anderen Manuskripten anzutreffen. Dies ist laut Anthony Baines (1976) vor allem ein indo-persischer und weniger ein arabischerTrompetentyp, der wahrscheinlich mit den Seldschuken noch vor dem ersten Kreuzzug (ab 1095) verbreitet wurde. Eine mit einer Hand waagrecht gehaltene, sehr lange, engmensurierte Trompete mit drei Verdickungen blasen die Engel in der Illustration zur Lincoln-College-Apokalypse (MS 16, in Oxford) vom Anfang des 14. Jahrhunderts, eine ebensolche überdimensionale Trompete spielt ein Mann im Gorleston Psalter (fol. 43v). Jeremy Montagu (1981) hebt den Einfluss der maurischen Armeen auf der Iberischen Halbinsel hervor, von wo aus sich die Langtrompete mit ihrem spanischen Namen añafil verbreitete.

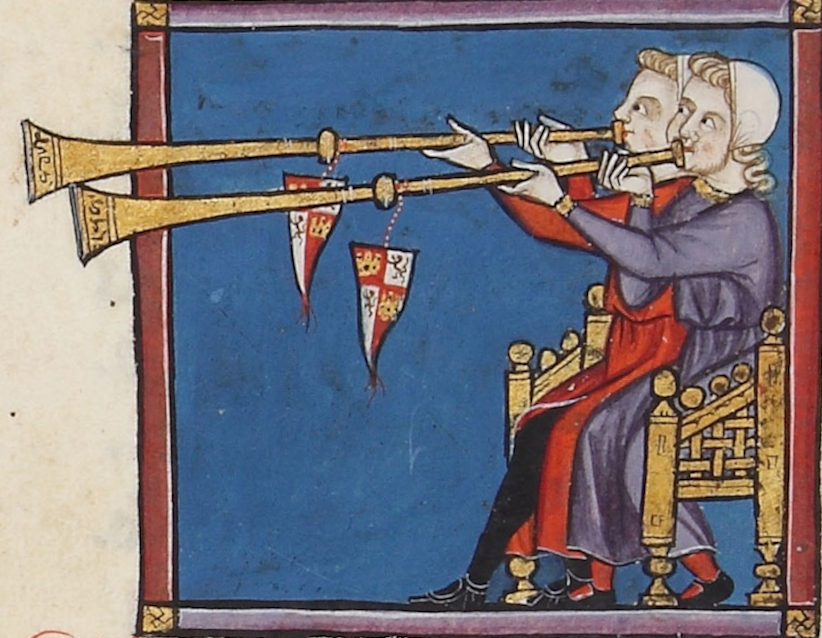
Miniatur mit zwei spanischen añafiles in den Cantigas de Santa Maria, zweite Hälfte 13. Jahrhundert.

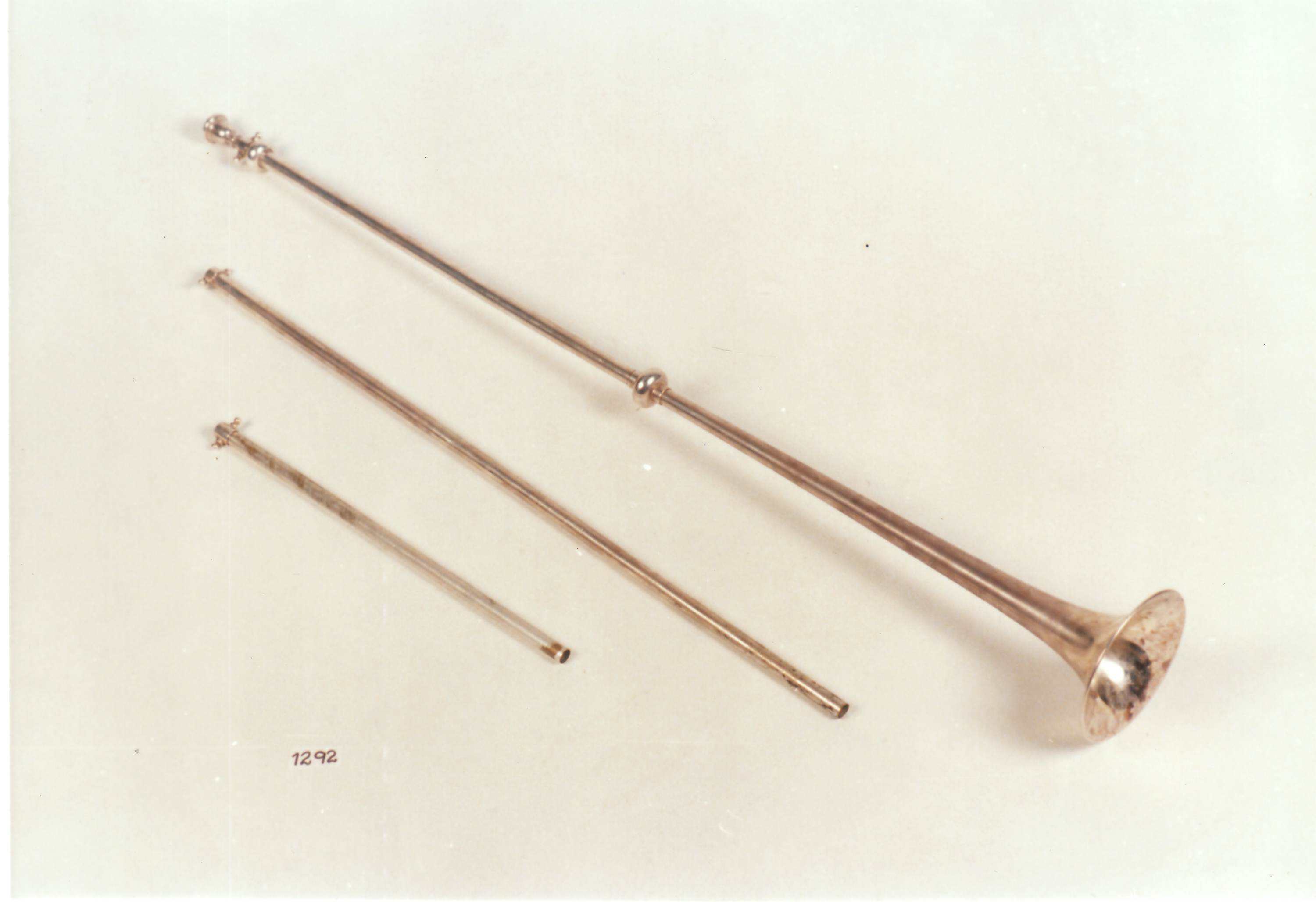
Dreiteilige añafil. Nachbau von 1950 im Museu de la Música de Barcelona.

Añafil hieß vom 13. bis zum 15. Jahrhundert im Spanischen eine Trompete, die wegen ihrer Herkunft als „trompeta de los moros“ galt. Die Ballade La pérdida de Alhama, die in mehreren Fassungen aus dem 16. Jahrhundert überliefert ist, handelt von der Eroberung der muslimischen Stadt Alhama durch die Katholischen Könige im Jahr 1482, erzählt wie ein Klagegesang aus der Perspektive des muslimischen Emirs von Granada. Dieses Ereignis markiert den Beginn der letzten Militäraktionen gegen al-Andalus im Verlauf der Reconquista, die 1492 mit der Eroberung der Stadt Granada abgeschlossen waren. Als der Emir in der Ballade die eroberte Stadt erreicht, lässt er seine aus Silber gefertigten Zeremonialtrompeten (añafiles) erklingen. Das erwähnte teure Metall, aus dem die Trompeten bestehen, soll auf das luxuriöse Leben der muslimischen Herrscher in al-Andalus verweisen und die Trompeten als königliche Instrumente kennzeichnen. Silberne añafiles sind auch in anderen Gedichten über die spanische Rückeroberung Granadas (Genre: romances fronterizos) ein Sinnbild für das luxuriöse Leben der Muslime. In einer Ballade mit dem Titel La Conquista de Antequera heißt es: „añafiles, trompetas de plata fina“ („Trompeten aus Feinsilber“).
Einige Militärmusikinstrumente, darunter Trompeten, die unter den gängigen lateinischen Namen erwähnt werden, nahmen Teilnehmer der Kreuzzüge in den Nahen Osten mit, wo sie auf die dortigen Militärkapellen stießen. Der Augenzeuge Fulcher von Chartres zeigte sich beeindruckt, als er berichtete, wie die Ägypter 1123 mit lautem Geschrei und dem Blasen von Messingtrompeten (aereae tubae) von ihren Schiffen an Land sprangen. Im Jahr 1250 versuchte das christliche Heer beim Sechsten Kreuzzug unter der Führung des französischen Königs Ludwig IX. Ägypten zu erobern. Als die Christen von den Mamluken erfolgreich zurückgeschlagen wurden, hatte das Militärmusikorchester des Sultans einen gewichtigen Anteil am Sieg. Es bestand zu dieser Zeit aus 20 Trompeten, 4 Kegeloboen, 40 Kesseltrommeln und 4 Zylindertrommeln.
Curt Sachs (1930) vertritt die Ansicht, die von den Muslimen übernommene orientalische Trompete sei von den Christen als „Prunkwaffe, der Standarte gleich“ aufgefasst und als „kostbare Trophäe im Glaubenskampf in hartem Streit (..) dem Feind entrissen“ worden und als Beutestück sei sie ihrer fürstlichen Herkunft wegen in Europa ein „adliges Instrument“ geblieben. Dem widerspricht Alfons M. Dauer (1985) wenn er vermutet, die Kombination aus Trompeten und Trommeln sei im Gesamten übernommen worden und habe in Europa mit den gleich gebliebenen Zwecken zur Repräsentation und Abschreckung des Kriegsgegners gedient. Die Trompetendarstellungen vom Jüngsten Gericht verweisen auf die furchterregenden Vorstellungen, die weiterhin mit diesem Instrument verbunden waren.
Bis zum 14. Jahrhundert gab es in Europa außer Jagdhörnern (latein. bucullus, „kleiner Ochse“) nur gerade Trompeten, keine gewundenen. Von den geraden Trompeten wurden zwei Größen unterschieden: trompe und die kleinere trompette in Frankreich, trompa und añafil in Spanien. Entsprechend war im Orient vielfach die nafīr ein schrilles, hoch tönendes Instrument im Unterschied zu den übrigen, tief und dumpf klingenden Trompeten. Häufig bestand ein Orchester aus mehreren großen und nur einer oder wenigen kleinen Trompeten. Dies geht aus den schriftlichen Quellen in Spanien, Frankreich und England hervor; auf Abbildungen sind unterschiedlich große Trompeten in einem Ensemble kaum zu sehen. Der französische Musikwissenschaftler Guillaume André Villoteau (1759–1839), der zur Gruppe von Wissenschaftlern gehörte, die an Napoleons Ägyptenfeldzug (1798–1801) teilnahmen, stellte fest, dass die nafīr die einzige Trompete der Ägypter war, die über dem lautstarken wilden Gesamtklang der Kegeloboen, Trommeln und Becken einzelne durchdringend-hohe Tonstöße abgab.
Die Tradition der Langtrompete añafil wird in Andalusien bis heute bei Prozessionen in der Karwoche während der religiösen Bittgesänge (saetas) gepflegt. Dabei werden kurze Trompetenstöße in sehr schnellem Tempo in einer Höhe bis zu d3 über den Gesangsstimmen produziert. Der saeta-Gesang ist mit dem mittelalterlichen portugiesischen cantiga („Lied“) sowie den Gesangsformen abūdhiyya im Irak und nubah in der arabisch-andalusischen Musik im Maghreb stilistisch verbunden, was als Folge der acht Jahrhunderte währenden Kulturbegegnung (bis 1492) zwischen al-Andalus und dem christlichen Spanien gilt.

### Persien
In Persien durfte das aus Kesseltrommeln, Zylindertrommeln, Becken, geraden und gebogenen Trompeten sowie Kegeloboen bestehende arabische Militärorchester tabl-chāna, das zunächst zu den Privilegien der Kalifen und Emire gehörte, unter der Buyiden-Dynastie (reg. 930–1062) bald auch von Militärkommendanten und Ministern mit einer eigenen Armee unterhalten werden. Die Größe des Orchesters war nach dem Rang der Machthaber abgestuft. Die nach dem Namen der Kesseltrommel naqqāra als naqqāra-khāna oder als naubat benannten Orchester erhielten neben den militärischen zusätzlich repräsentative Funktionen.
Das Geschichtswerk Tuzūkāt-i Tīmūrī wurde in persischer Sprache im Mogulreich zur Zeit Shah Jahans (reg. 1627–1658) bekannt. Es behandelt die Herrschaft Timurs über das Iranische Hochland in der zweiten Hälfte des 14. Jahrhunderts und wurde offenbar ursprünglich in einer Turksprache verfasst. Das Tuzūkāt enthält Angaben zu den aus Bannern (ʿalam), Trommeln und Trompeten bestehenden Insignien der Militärführer entsprechend ihrem Rang. Jeder der zwölf Emire erhielt demnach ein Banner und eine Kesseltrommel (naqqāra). Der Oberkommandierende (amīr al-umarāʾ) bekam darüber hinaus exklusiv das Banner tümentug (tümen steht für eine Militäreinheit von 10.000 Mann) und das Banner tschartug. Der Oberst (minbaschi) erhielt das Banner tug (mit Pferdeschwanz) und eine Trompete nafīr, die vier Provinzgouverneure (beglerbegi, im Osmanischen Reich beylerbey) erhielten zwei Banner (ʿalam und tschartug), eine naqqāra und die Trompete burghu (Horn).
Die nafīr in Persien besaß eine lange zylindrische Röhre und einen konischen Schallbecher. Eine vermutlich im 15. Jahrhundert in Herat entstandene Zeichnung mit turkmenischen und chinesischen Einflüssen zeigt musizierende Huris im Paradies, die eine runde Rahmentrommel mit Schellenkranz, eine Knickhalslaute (barbat) und eine lange zylindrische Trompete spielen. Ungewöhnlich an dieser nafīr ist der große glockenförmige Schallbecher.
Nach der ausführlichen Beschreibung der persischen Musikinstrumente in Abd al-Qadir Maraghis (um 1350–1435) musiktheoretischen Werken Dschame′ al-Alhān („Melodiensammlung“) und Maqasid al-Alhān („Sinn der Melodien“) wurde am Anfang des 15. Jahrhunderts die gerade Trompete nafīr von der S-förmig gebogenen Trompete karnā und der weiteren Trompete burgwāʾ (burghu, mit boru für die gewundene türkische Trompete sprachverwandt) unterschieden. Der arabische Name būq für „(Blech-)Blasinstrument“ bezeichnete offenbar keine Trompete, sondern in der Zusammensetzung būq zamrī ein aus Metall hergestelltes Rohrblattinstrument. Ein Einfachrohrblattinstrument hieß zamr siyāh nāy (arabisch mizmar), ein Doppelrohrblattinstrument hieß surnāy oder surnā und ein weiteres nāʾiha balabān. An erster Stelle steht bei Abd al-Qadir die Flöte nāy, von der es verschiedene Größen gab.
Eine Regelung von Privilegien wie in Persien gab es auch im Osmanischen Reich. Dort gehörten in der zweiten Hälfte des 18. Jahrhunderts zum Repräsentationsorchester des Sultans rund 60 Mitglieder, von denen 12 nefīr-Spieler (nefīrī) waren. Solche Orchester, die zu den hochstehenden Würdenträgern gehörten, gingen mit diesen auf Reisen und spielten ansonsten jeden Tag vor drei Gebetszeiten (salāt) und anlässlich besonderer weltlicher Ereignisse.

### Indien
Mit den muslimischen Eroberern gelangte ab dem 8. Jahrhundert die arabisch-persische Militärmusik nach Nordindien. Der Name naqqāra für Kesseltrommeln (als nagārā und ähnlich) wurde mit der Machtübernahme des Sultanats von Delhi ab 1206 geläufig. Die naqqāra-khāna oder naubat entwickelten sich neben ihrer militärischen Aufgabe zu prächtigen Repräsentationsorchestern an den Herrscherhäusern. Das naqqāra-khāna des Großmogul Akbar (reg. 1556–1605) bestand gemäß der um 1590 von Abu 'l-Fazl verfassten Hofchronik Āʾīn-i Akbarī aus 63 Instrumenten, von denen zwei Drittel unterschiedliche Trommeln waren. An Blasinstrumenten kamen hinzu: 4 gerade Langtrompeten karnā aus „Gold, Silber, Messing oder einem anderen Metall“, 3 kleinere gerade Metalltrompeten nafīr, 2 gebogene Messinghörner sings in der Form von Kuhhörnern und 9 Kegeloboen surnā (in Nordindien heute als shehnai bekannt).
Ein früher Nachweis für die Blasinstrumentenbezeichnung nafīr in Indien ist das Geschichtswerk Tajul-Ma'asir des im 12. und 13. Jahrhundert lebenden Historikers und Dichters Hasan Nizami, in dem nafīr und surnā genannt werden. Der persische Dichter Nezāmi (um 1141–1209) erwähnt die Blasinstrumente nafīr, shehnai und surana. Das Volksepos Katamaraju, das vom gleichnamigen Helden und einer Kaste von Kuhhirten im 12. Jahrhundert handelt, wurde entweder vom Anfang des 15. Jahrhunderts lebenden Telugu-Dichter Srinatha oder erst nach 1632 verfasst. Es enthält das Wort nafiri für ein Blasinstrument. Mit nafiri oder naferi sind jedoch außerhalb des Kontextes der persischen Repräsentationsorchester Kegeloboen gemeint, die nur namentlich von der persischen Trompete abgeleitet und mit der aus Zentral- oder Westasien importierten shehnai verwandt sind. Die nafiri ist eine etwas kleinere Kegeloboe, die regional in Nordindien in der Volksmusik vorkommt. Zu den zahlreichen weiteren regionalen Namen für Doppelrohrblattinstrumente in Indien gehören mukhavina, sundri, sundari, mohori, pipahi und kuzhal.
Die Repräsentationsorchester der Mogulzeit sind in Indien seit Anfang des 20. Jahrhunderts verschwunden. Übriggeblieben sind einfache naubat-Ensembles mit dem Kesseltrommelpaar nagara und einer Kegeloboe (shehnai oder nafiri) an wenigen muslimischen Schreinen in Rajasthan, darunter am Grabmal des sufischen Heiligen Muinuddin Chishti in Ajmer, wo sie – der Tradition folgend – an den Eingängen auftreten.
Anstelle der kurzen geraden Trompete nafir werden heute in Indien bei zeremoniellen Anlässen (Tempeldienst oder Familienfeiern) in manchen Regionen längere Trompeten verwendet, deren Tradition bis in vorislamische Zeit zurückreichen könnte, darunter die bhankora im nordindischen Bundesstaat Uttarakhand und die tirucinnam in Tamil Nadu in Südindien. Am weitesten verbreitet ist die halbkreisförmige oder zu einem S gebogene konische Trompete kombu (in Südindien, im Norden shringa, auch turahi).

### Maghreb

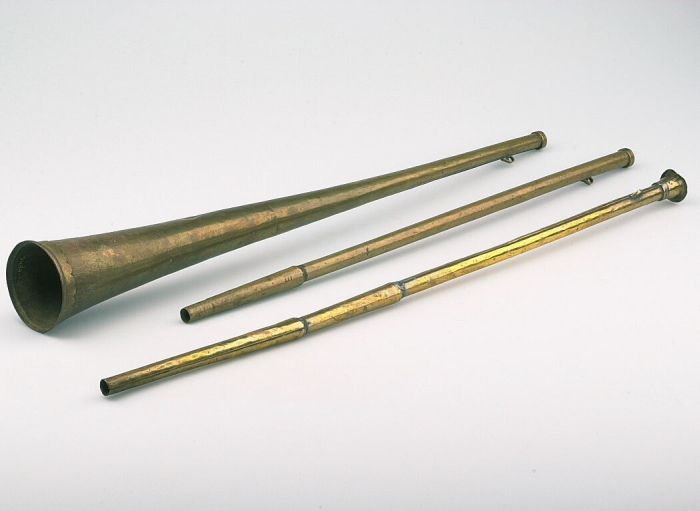
Dreiteilige Messingtrompete nafīr, die in Marokko im Ramadan geblasen wurde. Gesamtlänge 176 Zentimeter, vor 1955.

Nach dem Eroberungszug der muslimischen Araber im 7. Jahrhundert durch ganz Nordafrika bis in den Maghreb waren bis zum 14. Jahrhundert auch die meisten Reiche am Südrand der Sahara zumindest teilweise islamisiert. Die afrikanischen Herrscher übernahmen mit der Gründung islamischer Sultanate Kesseltrommeln, lange Trompeten und Doppelrohrblattinstrumente aus der arabisch-persischen Tradition in ihre Repräsentationsorchester und als Insignien ihrer Macht. Die Instrumente wurden in weiterhin hauptsächlich der afrikanischen Tradition verhaftete Musikstile übernommen. Typisch sind die engmensurierten Metalltrompeten, die bei den Hausa im Norden Nigerias und im Süden Niger als kakaki und mit ähnlichen Namen darüber hinaus in der westlichen Sudanregion bekannt sind. Die kakaki ist eine extrem lange dünne Trompete, die mit der zentralasiatischen karnai verwandt ist.
Der kakaki-Trompetentyp unterscheidet sich von der kürzeren nafīr, die heute vor allem in Marokko vorkommt, und wurde vermutlich auf anderen Wegen verbreitet. Als im 11. Jahrhundert der arabische Name nafīr eine Metalltrompete bezeichnete, wurde unter būq keine Trompete mehr, sondern ein Tierhorn verstanden. Ab dieser Zeit könnte die Metalltrompete nafīr auf ihrem Weg entlang der afrikanischen Mittelmeerküste nach al-Andalus im Maghreb angekommen sein. Die kakaki hingegen könnte von Norden durch die Sahara, den Nil aufwärts über den Sudan oder von der afrikanischen Ostküste eingeführt worden sein. Der muslimische Reisende Ibn Battūta (1304–1368 oder 1377) besuchte Anfang des 14. Jahrhunderts, von Aden kommend, zunächst Mogadischu an der Ostküste Afrikas. Er berichtet, dort eine Prozession des Sultans gesehen zu haben, die von einer Militärkapelle mit Trommeln (tabl), Hörnern (būq) und Trompeten (nafīr) angeführt wurde. Am Sultanspalast spielte diese Militärkapelle (tabl-chāna) mit denselben Instrumenten, jedoch verstärkt um Kegeloboen (surnāy), nach ägyptischem Vorbild, während sich die Zuhörer still verhielten. Wie auch immer orientalische Trompeten südlich der Sahara verbreitet wurden, sie trafen auf zahlreiche in Schwarzafrika verbreitete Hörner und Trompeten, die ebenso repräsentativen Zwecken dienten, darunter Querhörner wie das phalaphala oder lange Längstrompeten wie die waza. Die kakaki könnte eine lange Zeremonialtrompete aus Holz ersetzt haben, die heute noch bei den Hausa in einer kurzen Version namens farai vorhanden ist.
Heute wird die alte Militärsignaltrompete nafīr in Marokko noch gelegentlich verwendet, um im Ramadan zu den Gebetszeiten zu rufen, falls sie nicht durch einen Lautsprecher auf dem Minarett ersetzt wurde. Nach der Tradition geht im Fastenmonat Ramadan in der Altstadt (Medina) der großen Städte bei Einbruch der Dunkelheit ein nafīr-Bläser durch die Gassen und gibt das Signal zum Fastenbrechen (iftār), ebenso kündigt er frühmorgens die letzte Mahlzeit (sahūr) vor Sonnenaufgang an. Im 17. Jahrhundert gab es im Maghreb außer der nafīr mit dem Namen tarunbata eine europäische einwindige Trompete, die vermutlich der Clairon entsprach. Die marokkanische nafīr, mit der nur ein Ton erzeugt wird, besteht aus einer durchschnittlich 150 Zentimeter langen Messing- oder Kupferröhre, deren äußerer Durchmesser nach einer Angabe 16 Millimeter beträgt. Die ein- bis dreiteilige zylindrische Röhre erweitert sich am unteren Ende zu einem trichterförmigen Schallbecher mit einem Durchmesser von 8 Zentimetern oder mehr. Das trichterförmige Mundstück ist an die Röhre gelötet.
Theodore C. Grame (1970) hörte unter den regelmäßig auf dem Djemaa el Fna in Marrakesch auftretenden Musikanten eine Gruppe der esoterischen Sufisekte Aissaoua, die auf dem Platz Schlangenbeschwörung mit Musik teils als Publikumsspektakel, teils als religiöse Übung betreiben. Sie betrachten Schlangen und Skorpione als Schutzmächte. Bei einer Gelegenheit traten fünf Aissaoua-Musiker mit drei Rahmentrommeln banādir (Singular bandīr), einer Kegeloboe ghaita und einer an Lautstärke alles übertreffenden Trompete nafīr auf. Bandīr, ghaita und nafīr können auch als Prozessionsmusik bei Hochzeiten sowie bei Beschneidungen und anderen Familienfeiern gespielt werden.

### Malaiischer Archipel

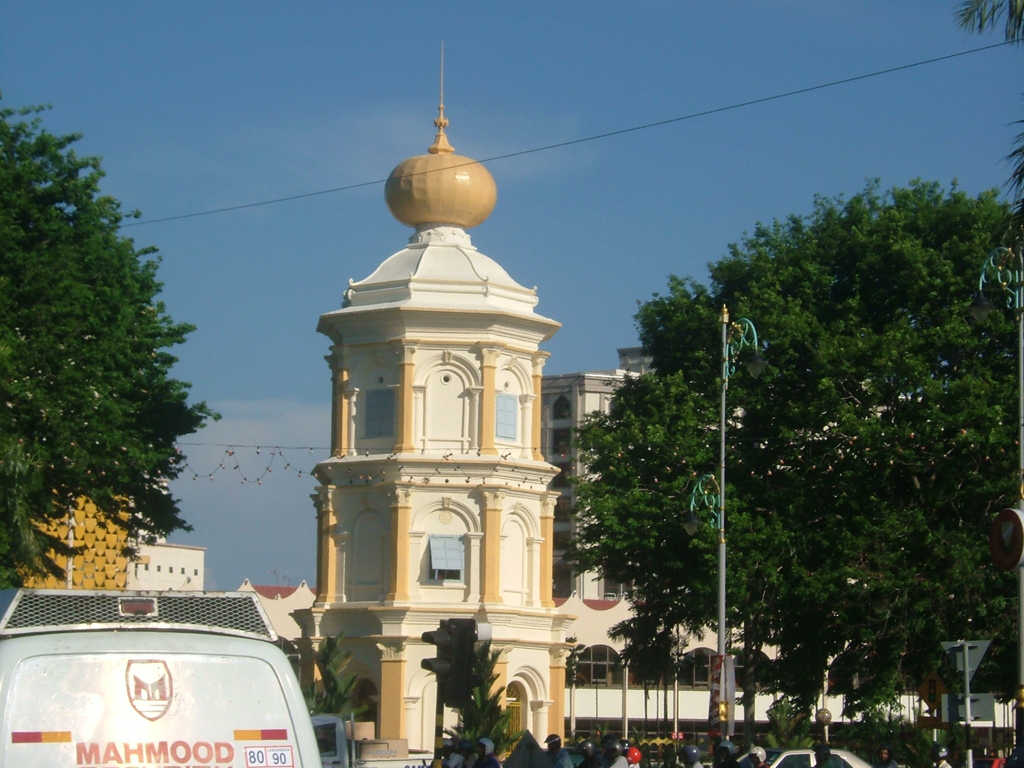
Balai Nobat in Alor Setar. Im Turm wird das Zeremonialorchester des Sultans von Kedah aufbewahrt.

Im Unterschied zur Vielzahl afrikanischer Trompetentypen sind traditionelle Trompeten in Südostasien nahezu unbekannt. Mancherorts wurden Tierhörner oder Schneckenhörner als Signalinstrumente verwendet. Der aus dem Niederländischen übernommene Name tarompet bezeichnet in Indonesien keine Trompete, sondern ein seltenes Doppelrohrblattinstrument.
Das persische Repräsentationsorchester naubat gelangte mit der Ausbreitung der indoislamischen Kultur nach Osten bis auf die Malaiischen Inseln. Die ersten muslimischen Kleinreiche mit einem naubat (malaiisch gendang nobat) waren im 13. Jahrhundert vermutlich das Sultanat Pasai an der Nordspitze Sumatras und die Insel Bintan im Riau-Archipel. Von Bintan wurde das nobat nach Temasek, dem heutigen Singapur, an die Südspitze der Malaiischen Halbinsel gebracht. Gemäß den Sejarah Melayu („Malaiische Annalen“), einem wohl im 17. Jahrhundert erstmals verfassten Geschichtswerk, wurde im Königreich Melaka das Orchester nobat eingeführt, nachdem der dritte Herrscher Mohammed Shah (reg. 1424–1444) zum Islam übergetreten war. Wenig später hatten die meisten Sultanate in Nordsumatra und Malaysia ein solches nobat übernommen. Während in Indonesien nach der Kolonialzeit mit der Unabhängigkeit 1945 die Sultanate auf Sumatra ihre Eigenständigkeit verloren, blieb in Malaysia der König Staatsoberhaupt und in seiner Anwesenheit wird bis heute ein Palastorchester eingesetzt. Entsprechende Orchester werden auch in einzelnen malaysischen Bundesstaaten bis heute bei höfischen zeremoniellen Anlässen und an muslimischen Feiertagen verwendet.
Die Orchester bestehen meist aus einer oder zwei Kesseltrommeln nengkara (nehara oder nekara, abgeleitet von naqqāra, Felldurchmesser 40 Zentimeter), die hier nicht paarweise gespielt werden, zwei zweifelligen Trommeln gendang nobat, einer Kegeloboe serunai (abgeleitet von surnāy), einer Trompete nafiri sowie in Kedah und Brunei einem hängenden Buckelgong, während in Terengganu die Zimbeln kopak-kopak hinzukommen. Die nafiri besitzt eine etwa 70 Zentimeter lange, konische Röhre, die aus Silber gefertigt ist. In den Bundesstaaten Kedah und Perak werden die Musikinstrumente in einem gesonderten Gebäude Balai Nobat (entsprechend dem naqqāra-khāna, „Trommelhaus“ der mogulindischen Paläste) aufbewahrt, ansonsten in einem eigenen Raum im Palast. Das nobat des Palastes von Kedah, das im staatlichen Museum von Kedah (Muzium Negeri Kedah) in Alor Setar gezeigt wird, setzt sich aus sieben Instrumenten zusammen: einer Kesseltrommel nohara, einer großen Röhrentrommel gendang ibu, einer kleinen Röhrentrommel gendang anak („Mutter-Trommel“ bzw. „Kind-Trommel“), einer Trompete nafiri einer Kegeloboe serunai, einem Messinggong und einem 1,8 Meter langen Zeremonialstab (semambu) aus Rattan. Die Trompete ist 89 Zentimeter lang und besteht aus reinem Silber.

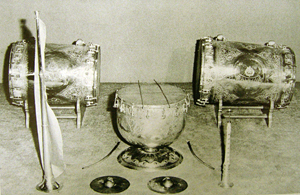
Musikinstrumente des nobat, mit dem Sultan Abdul Rahman II. (reg. 1885–1911) von Terengganu in sein Amt eingeführt wurde. Aufnahme von 1885. Hintergrund: zwei Zylindertrommeln gendang, Mitte: Kesseltrommel nohara, vorne links: nafiri, vorne Mitte: zwei Buckelgongs, vorne rechts: Kegeloboe serunai.

Die Instrumente des nobat, besonders die Trommeln, hatten eine magische Bedeutung, weshalb einige Rituale und Vorschriften mit ihnen verbunden waren, die bis in vorislamische Zeit zurückreichen. Nach der Überlieferung sollen die Zeremonialinstrumente von Kedah älter sein als diejenigen von Melaka und direkt aus Persien hergebracht worden sein. Der möglichst laute Klang von Trommeln, Trompeten und Kegeloboen sollte an den Donner erinnern; nur durch Donnerklänge konnte beim Machtwechsel ein Herrscher mit der erforderlichen Legitimation in sein Amt eingeführt werden. Die Herrscher führen ihre Abstammungslinie über einen Sohn des letzten Sultans von Melaka bis zu den Königen des alten Singapur und weiter bis zum mythischen Gründer der malaiischen Reiche zurück, der einst am heiligen Ort Bukit Seguntang (bei Palembang) in Sumatra erschien.
Das Wort daulat (von arabisch ad-dawla, „Staat“, „staatliche Macht“) hat in der malaiischen Sprache über die weltliche Macht des Königs hinaus noch eine religiöse Komponente, die auf die von den Indern im 1. Jahrtausend eingeführte Vorstellung eines Gottkönigs (devaraja, von Sanskrit deva, „Gott“; rājā, „König“) zurückgeht und dem Sultan eine göttliche Macht über sein Volk zuschreibt. Dieses daulat soll nach bis heute verbreiteter Vorstellung auch in den Insignien des Sultans, zu denen die Musikinstrumente des nobat gehören, enthalten sein. So gab es im Riau-Lingga-Sultanat im 19. Jahrhundert das Gesetz, dass jede Person sofort stillzustehen hatte, sobald eine nafiri zu hören war, weil die nafiri als daulat-Instrument Respekt verdiente.
Die höfischen Musiker des nobat von Perak, Kedah und Selangor werden orang kalur (auch orang kalau) genannt. Sie haben einen vererbbaren Status und eine Traditionslinie, die sich in einer alten Zeit und in mythischen Erzählungen verliert. Walter William Skeat (1900) und Richard James Wilkinson (1932) bemerken zur sakralen Bedeutung der Musikinstrumente, dass die Röhrentrommeln und die Silbertrompete nur gespielt werden darf, wenn der König anwesend ist, diese Instrumente also die höchste Wertschätzung genießen. Die beiden Kesseltrommeln waren demnach Anfang des 20. Jahrhunderts von zweithöchster Bedeutung, sie konnten stellvertretend für den König einem Ehrengast entgegengesandt werden oder diesen begleiten. Nur die orang kalur durften die Instrumente berühren; wenn jemand anderes die Trompete blies, so sollte dies den sofortigen Tode desjenigen durch den der Trompete innewohnenden mächtigen Geist bedeuten. Wenn der König stirbt, so erzählte man, würden sich auf der Trompete dicke Schweißtropfen absetzen. Um diese Macht der Instrumente zu erhalten, war es die Aufgabe des Königs, alle zwei bis drei Jahre eine magische Erneuerungszeremonie durchzuführen.